# گلا بولکوادزه
گلا بولکوادزه (به گرجی: გელა ბოლქვაძე،  زادهٔ ۱۶ فوریهٔ ۱۹۹۵) یک کشتی‌گیر فرنگی‌کار اهل کشور گرجستان است.
از افتخارات وی می‌توان به کسب مدال برنز قهرمانی کشتی جهان ۲۰۲۴ اشاره کرد.

## فعالیت حرفه‌ای

### قهرمانی کشتی جهان ۲۰۲۴
بولکوادزه در وزن ۸۲ کیلوگرم کشتی فرنگی قهرمانی کشتی جهان ۲۰۲۴ تیرانا شرکت کرد، او در مسابقه های اول و دوم رامون بتشارت از سوئیس و کارلو کودریچ از کرواسی را شکست داد اما در نیمه نهایی به محمدعلی گرایی از ایران باخت و به دیدار رده‌بندی رفت. وی در دیدار رده‌بندی تایزو یوشیدا از ژاپن را شکست داد و مدال برنز را بدست آورد.